# Gonibregmatus anguinus
Gonibregmatus anguinus är en mångfotingart som beskrevs av Pocock 1899. Gonibregmatus anguinus ingår i släktet Gonibregmatus och familjen Gonibregmatidae.
Artens utbredningsområde är Papua Nya Guinea. Inga underarter finns listade i Catalogue of Life.